# Inishduff SPA
Inishduff SPA este o arie protejată (arie de protecție specială avifaunistică — SPA) din Irlanda întinsă pe o suprafață de 46,48 ha, din care 96 % marine.

## Localizare
Centrul sitului Inishduff SPA este situat la coordonatele 54°35′53″N 8°32′47″W / 54.598194°N 8.546396°V.

## Înființare
Situl Inishduff SPA a fost declarat arie de protecție specială avifaunistică în martie 2009 pentru a proteja 2 specii de animale.

## Biodiversitate
Situată în ecoregiunea atlantică, aria protejată nu include niciun habitat protejat.
La baza desemnării sitului se află mai multe specii protejate de  păsări (2): Branta leucopsis, Hydrobates pelagicus.
Pe lângă speciile protejate, pe teritoriul sitului au mai fost identificate 5 specii de păsări.